# Ryszard Bonda
Ryszard Mieczysław Bonda (ur. 10 lutego 1960 w Płotach) – polski polityk, technik rolnik, przedsiębiorca, poseł na Sejm IV kadencji.

## Życiorys

### Wykształcenie i praca zawodowa
W 1984 ukończył Policealne Studium Zawodowe w Nowogardzie. Początkowo pracował jako kierowca wywrotki. W latach 80. założył firmę transportową. W 1992 rozpoczął prowadzenie indywidualnego 1452-hektarowego gospodarstwa rolnego.
W latach 90. rozwinął działalność gospodarczą. Był właścicielem m.in. browaru, magazynów zbożowych, sklepu i firmy handlowo-usługowej. Założył w Nowogardzie klub kolarski Bon-Sawa. Był członkiem zarządu Polskiego Związku Kolarskiego. W 2008 został wiceprezesem spółki Nord Media Press.

### Działalność polityczna
W 2000 wspierał protesty ZZR „Samoobrona”. W wyborach parlamentarnych w 2001 z listy Samoobrony RP uzyskał mandat poselski na Sejm IV kadencji w okręgu legnickim (otrzymał 8876 głosów). Wszedł do prezydium klubu parlamentarnego tej partii. W latach 2001–2002 był wiceprzewodniczącym Komisji Kultury Fizycznej i Sportu.
W czerwcu 2002 wystąpił z klubu parlamentarnego i partii. Do końca kadencji pozostawał niezrzeszony. W wyborach do Sejmu w 2005 nie ubiegał się o reelekcję.

### Postępowania karne
W 2004 w związku z tzw. aferą zbożową został oskarżony o przywłaszczenie 27 tys. ton zboża o wartości 11 mln zł. W 2010 został skazany przez Sąd Rejonowy w Goleniowie na karę 3,5 roku pozbawienia wolności oraz grzywnę w kwocie 50 tys. zł.
Prokurator Prokuratury Okręgowej w Szczecinie przedstawił mu zarzuty przywłaszczenia maszyn rolniczych o wartości 651 tys. zł oraz dokonania oszustw. Akt oskarżenia w tej sprawie został skierowany do Sądu Okręgowego w Szczecinie w grudniu 2007. Wszczęto także proces, w którym Ryszard Bonda został oskarżony o wyłudzenie 50 tys. zł państwowych dotacji. W sierpniu 2010 został również wraz z żoną oskarżony o oszustwo i wyłudzenie kilku milionów złotych.
Ryszard Bonda wielokrotnie nie stawiał się na sądowych rozprawach, co spowodowało, że w 2008 sąd nakazał jego tymczasowe aresztowanie.

## Życie prywatne
Jest żonaty, ma troje dzieci.